# Хиспано
Хиспано (шп. hispano или hispánico) је термин који дословно значи „шпанског порекла“. Као што се становник некадашње римске Хиспаније звао хиспано, тако би данас један Шпанац био такође хиспано. Употребљава се на исти начин као и англо-, франко-, аустро-, лусо-, итд., префикси који означавају да је нешто или неко пореклом из тих земаља.

## Дефиниција
По дефиницији Шпанске краљевске академије, термин „хиспано“ се односи како на становнике некадашње Хиспаније, тако и на саме Шпанце, као и на све становнике и нације Хиспаноамерике. Овај термин се такође може проширити и на становнике САД пореклом из неке од ових земаља РАЕ.

## Контроверзе
У САД, термин хиспано се користи за именовање свих хиспанофона, независно од њихове расе, етницитета или националности. Тако, у САД, у већинском англосаксонском друштву, хиспано би био термин једнако применњив и на Кубанца афричког порекла, Аргентинца италијанског порекла, Мексиканца америндијанског проекла или Чилеанца шпанског порекла, јер је свима њима заједнички језик којим говоре - шпански. Међутим, особе које су САД идентификоване као хиспано, радије се саме идентификују по земљи одакле потичу, или у општијем смислу, као Латиноамериканци. 
У самој Латинској Америци, ова реч се не употребљава, и особе се идентификују пре свега по националности, и једини који се идентификују као „хиспано“ су они који делимично или потпуно вуку корене из Шпаније. Погрешна употреба ове речи у САД је веома критикована од стране Латиноамериканаца нешпанског порекла који не желе да буду идентификовани као „хиспано“ с обзиром на колонијалне конотације које овај термин носи будући да се на тај начин стављају у везу са Шпанијом и њеним потомцима у Америци који су колонизовали њихову земљу. С обзиром на велико негодовање које је произвела употреба овог термина у сврхе пописа становништва као општа или расна идентификација у САД, сада се термин „хиспано“ користи само да се назначи да ли особа потиче из земље где је већина становништва хиспанског порекла или хиспанофона, и ако се особа идентификује као хиспано, даље се тражи да такође одабере и расу. 
У Латинској Америци, хиспано се односи на становнике шпанског или мешаног порекла (шпанског порекла), и не укључује особе португалског или француског порекла, као ни афричког или америндијанског порекла. Из тог разлога, термин хиспано се не може користити као синоним за латино или латиноамерички, као ни за ибероамерички, јер јер би онда морало да подразмева и Бразил. Скуп земаља где је хиспанско становништво у већини се назива Хиспаноамерика или Хиспанска Америка.